# Polypodium rheedei
Polypodium rheedei là một loài dương xỉ trong họ Polypodiaceae. Loài này được Kostel. mô tả khoa học đầu tiên năm 1831.
Danh pháp khoa học của loài này chưa được làm sáng tỏ. 